# Голливудский бульвар
Голливудский бульвар (англ. Hollywood Boulevard) — улица в городе Лос-Анджелес, штат Калифорния, США, на которой создана Голливудская «Аллея славы».

## История

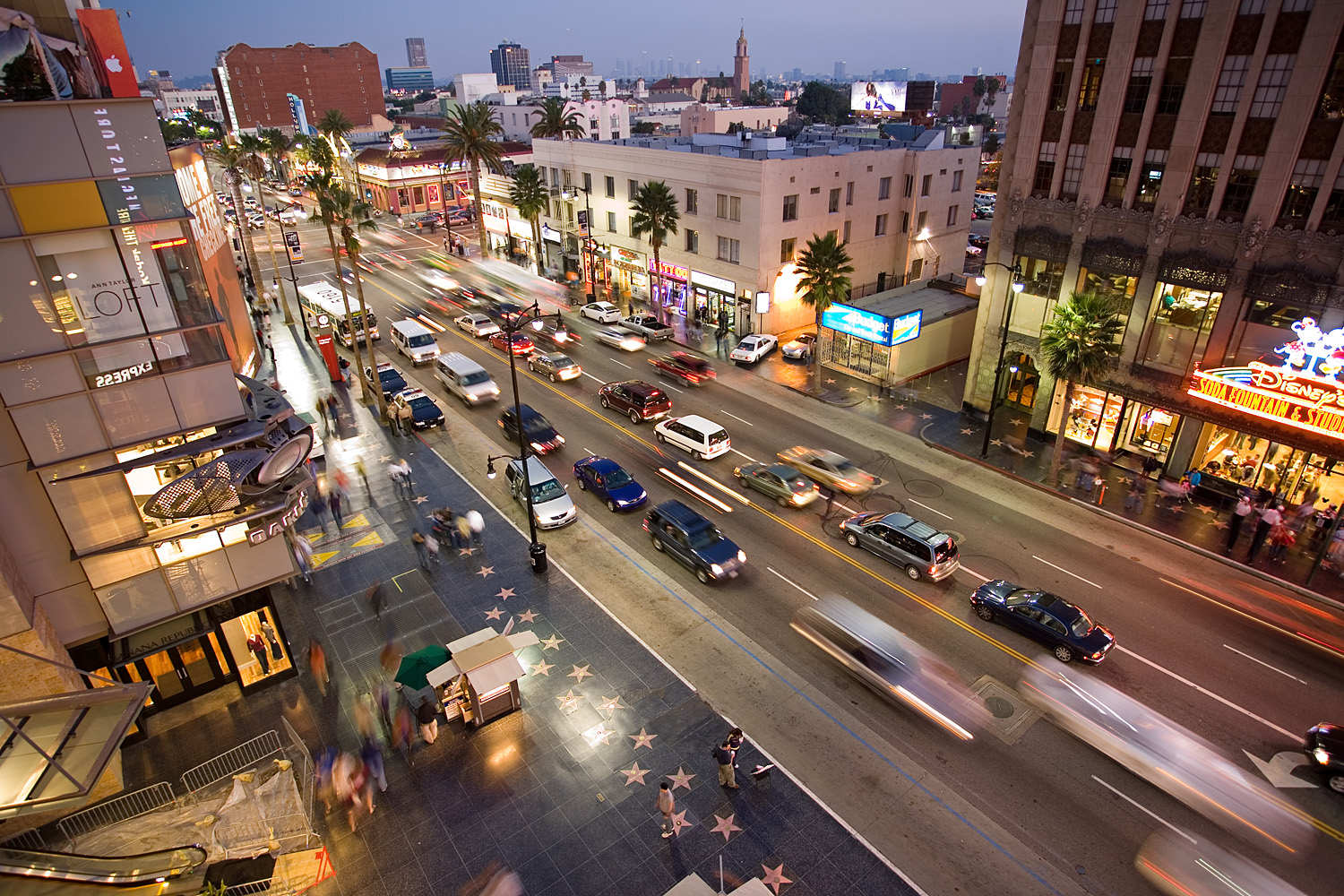
Вид на Голливудский бульвар с театра Долби

До 1910 года, пока Голливуд не стал частью города Лос-Анджелеса, эта улица называлась Проспект-авеню (англ. Prospect Avenue).
В начале 1920-х годов эту территорию начал обустраивать застройщик Чарльз Тоберман, известный как «Mr. Hollywood» и «Father of Hollywood», причастный к созданию более 30 проектов — театров, отелей, храма. Бульваром улица стала в 1939 году.
В 1946 году знаменитый американский исполнитель Джин Отри, единственный деятель искусства, который имеет все пять эмблем на памятной звезде, проезжая тут на лошади во время парада Hollywood Christmas Parade и вдохновлённый обстановкой, написал песню «Here Comes Santa Claus».
В 1958 году здесь была создана знаменитая голливудская «Аллея славы», которая протянулась с востока на запад от Гауэр-стрит до Ла Бреа авеню. Бульвар внесён в Национальный реестр исторических мест США 4 апреля 1985 года (№ 85000704).
Голливудский бульвар преображается в Рождественские и Новогодние праздники, превращаясь Santa Claus Lane.

## Достопримечательности
Среди многих известных мест бульвара знаменитыми считаются Китайский театр, Театр Долби, Театр Эль-Капитан, театр Pantages, отель Hollywood Roosevelt, Голливудский масонский храм, Голливудский музей восковых фигур.

Виды бульвара
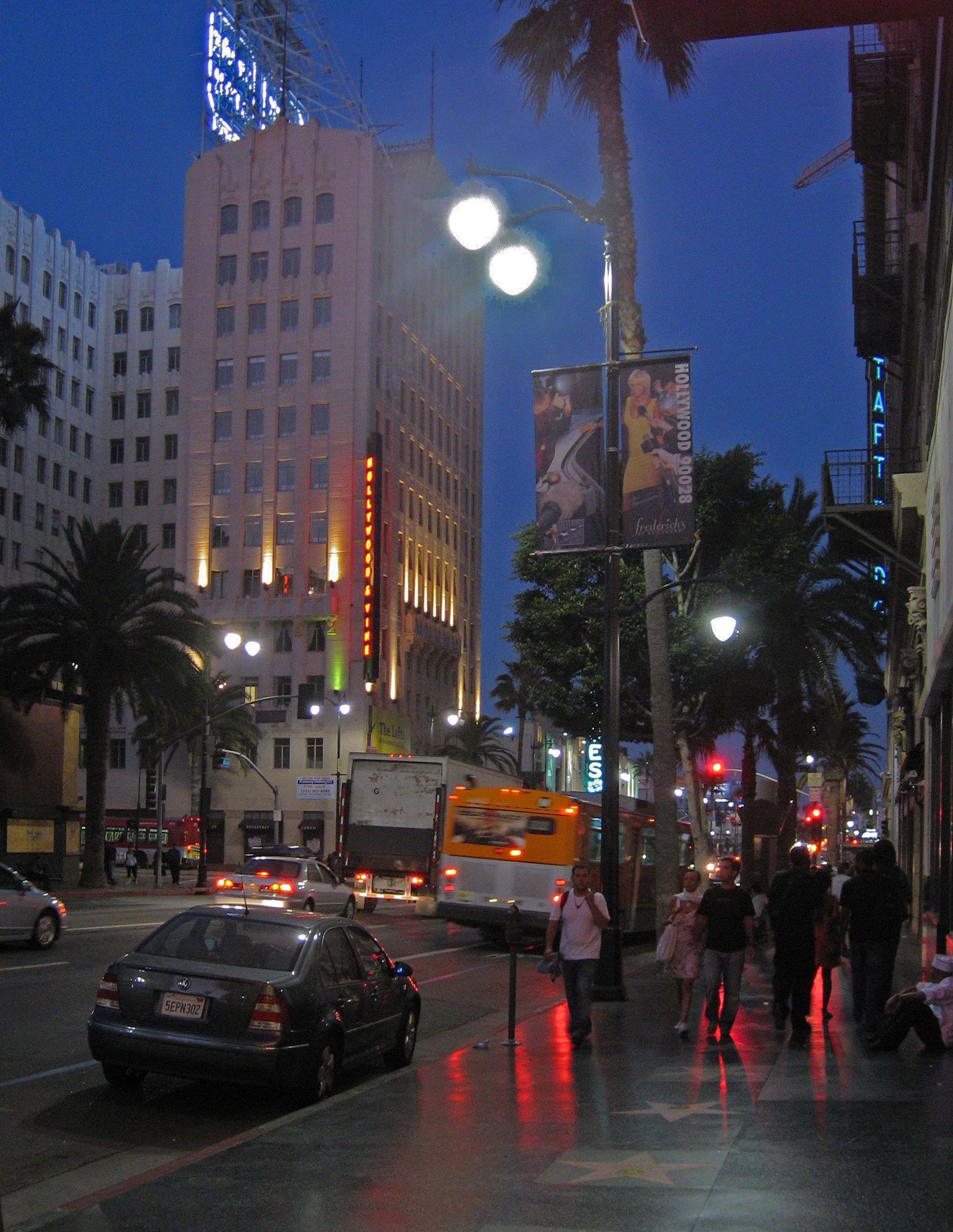
Бульвар ночью
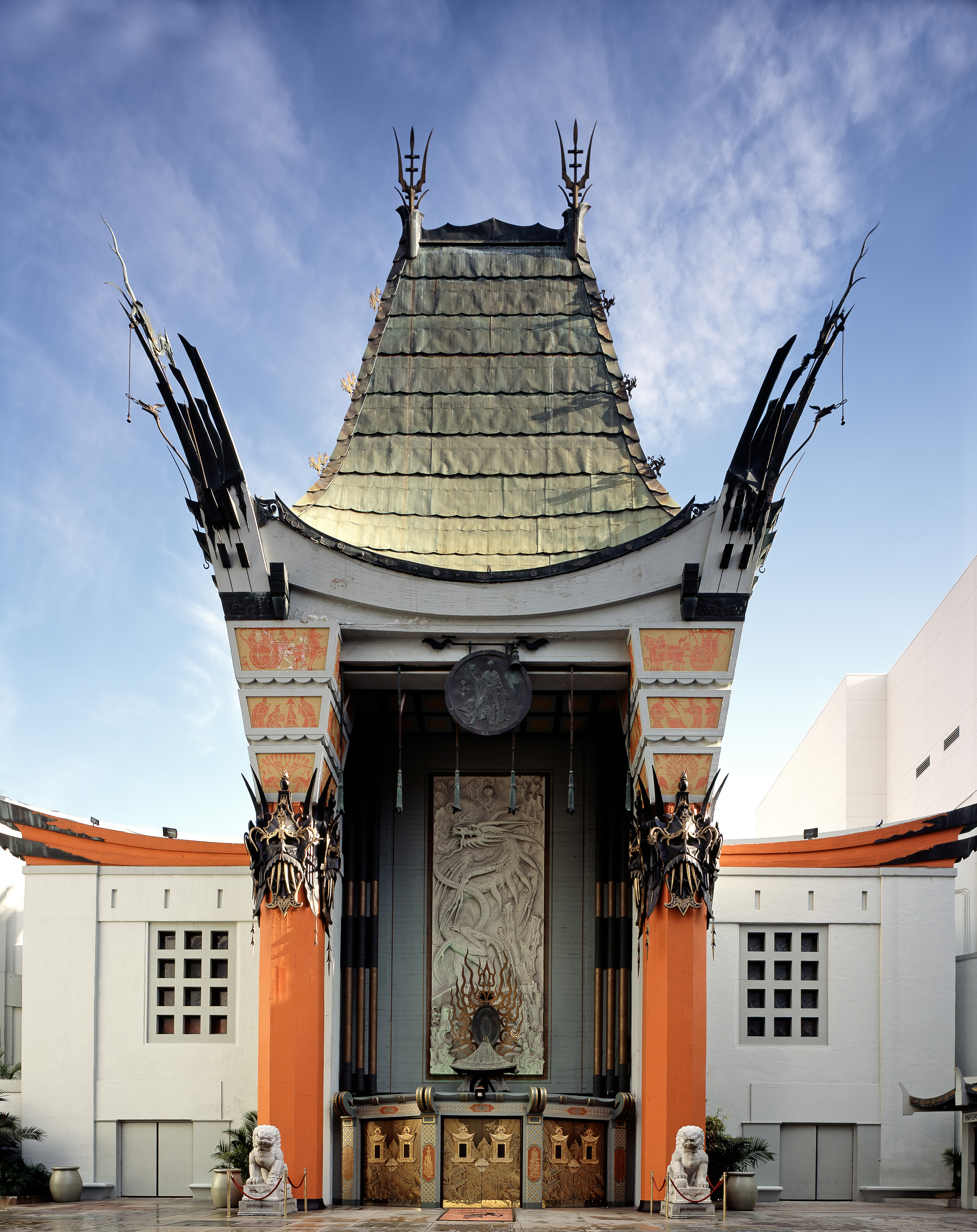
Китайский театр TCL
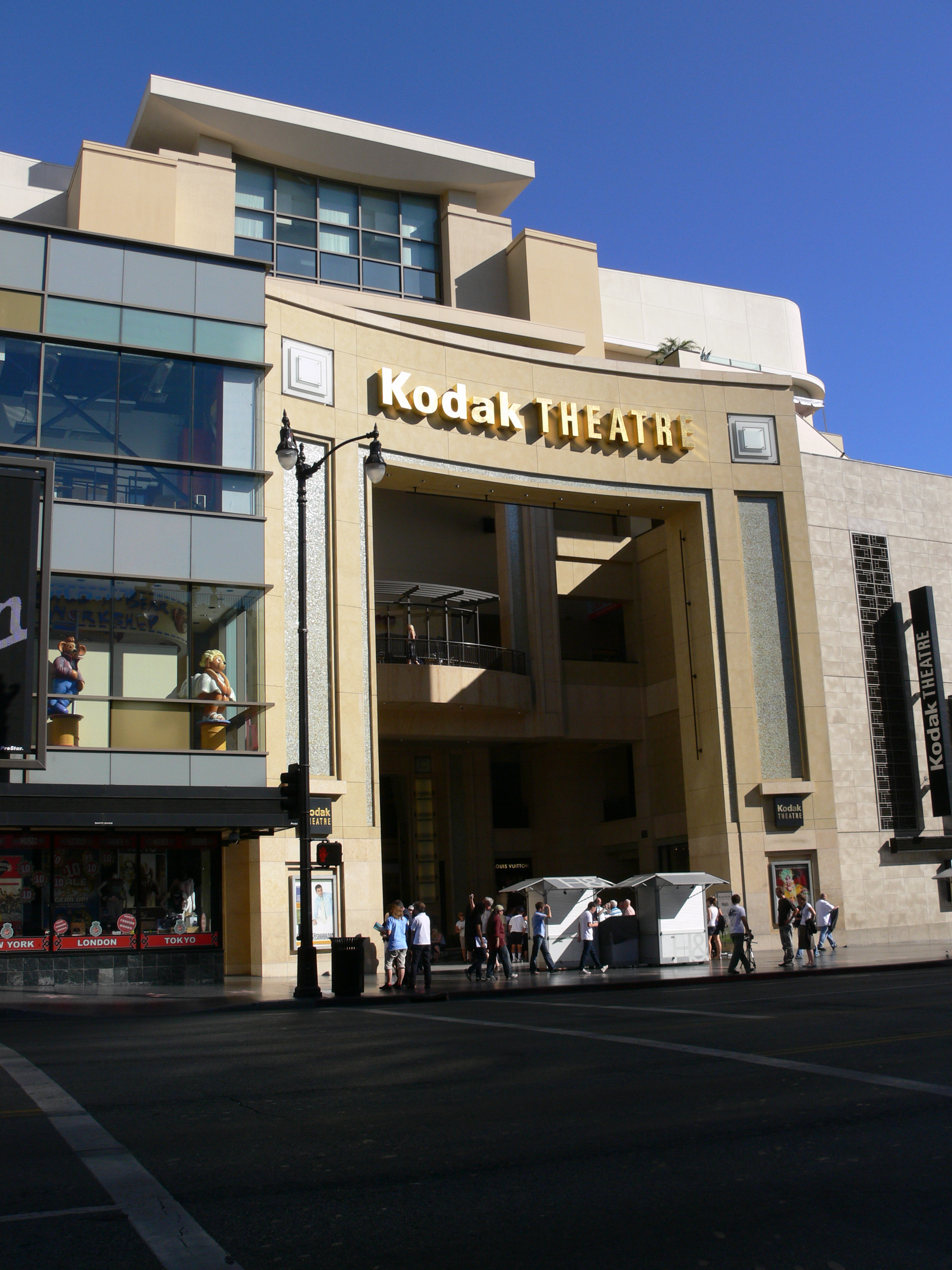
Театр Долби (ранее Театр Кодак)